# 第8號交響曲 (舒伯特)

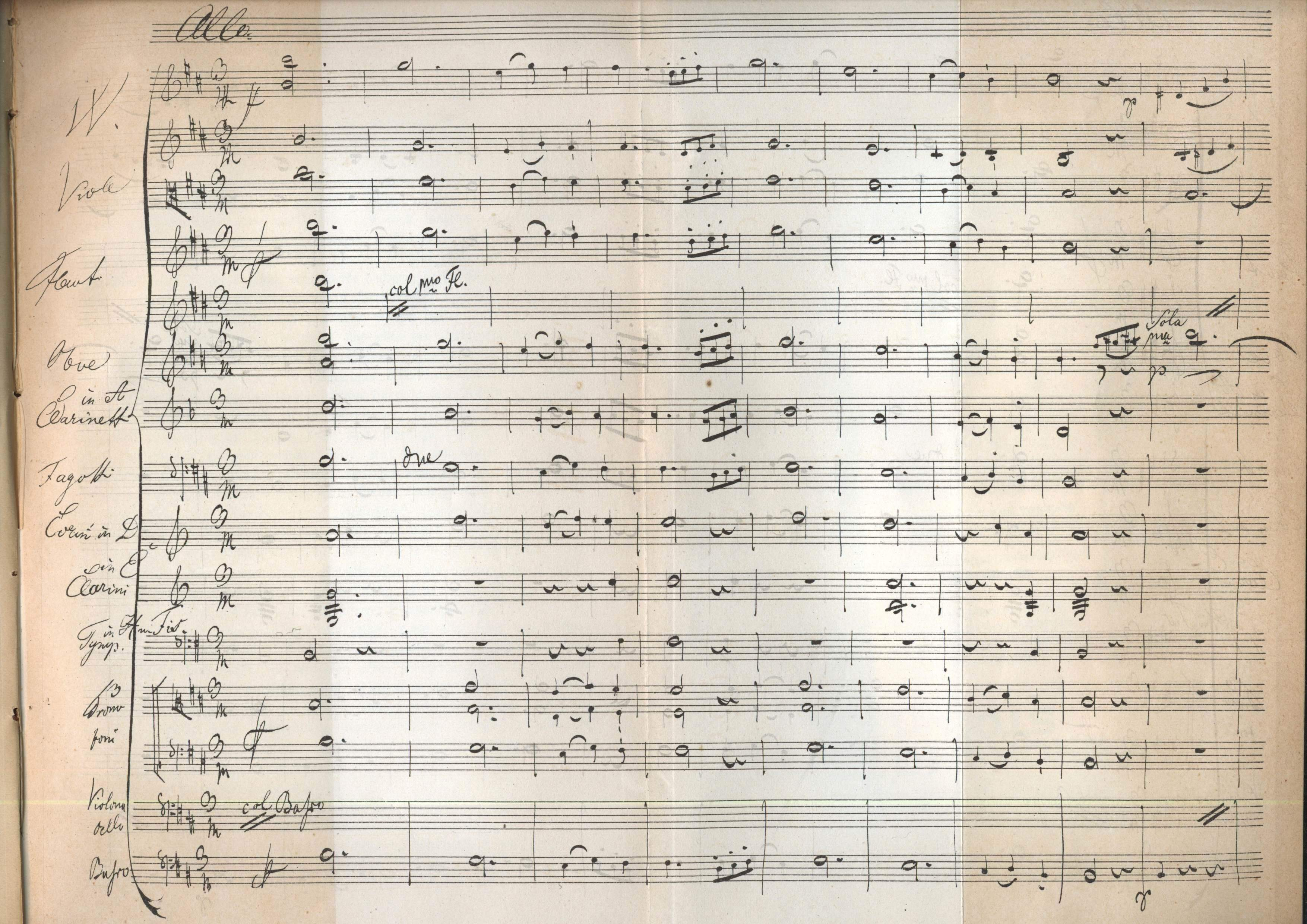
現存舒伯特《第8號交響曲》中、已配器的第三樂章首九小節手稿。

B小調第8號交響曲，目錄第759號，是奧地利作曲家弗朗茨·舒伯特的一首交響曲作品。由於本曲在作曲家去世時，最終也沒有完成，因此被後人稱為《未完成》（德語：Unvollendete），縱然往後有一些交響曲是因為作曲家去世而無法完成，但《未完成》通常都泛指為本曲。

## 背景
學者阿諾德·薛林格主張，這首所謂「未完成」的二樂章交響曲，乃是舒伯特刻意為之的標新立異之舉。雖作有第三樂章的部分草稿，最後並不使用。

### 出版
樂曲編號問題
與舒伯特及後所完成的第9號交響曲的情況一樣，習慣上，本曲都冠以「第8號交響曲」為名，因過往不少音樂學者都應定在本曲和第6號交響曲之間，還有一首已遺失的交響曲、即俗稱「《格蒙登—加施泰因》交響曲」（Gmunden-Gastein Symphony），後來編輯舒伯特全集並重新編號的音樂學家奧托·埃里希·多伊奇將本曲定為「第7號交響曲」，因此，現時以德語為主要語言的地區，大都跟隨使用「第7號交響曲」。至於位於萊比錫的布赖特科普夫与黑特尔音乐出版社雖然仍稱本曲為「第8號交響曲」；不過，他們是按照自己的定義去排列，並把原來的第9號交響曲稱為「第7號交響曲」。至於其他世界各地，現時仍以採用「第8號交響曲」為眾。為免混淆，通常都會同時列出德意許目錄編號，並且加上並非由作曲家所擬定的標題作加註。

## 分析
這首交響曲被譽為是踏入浪漫時期的第一首交響曲，所持的理由是樂曲仍遵行古典時期的主奏旋律主導的格局，奏鳴曲式的寫作結構仍然保持，但是，在配器法層面上，樂器不再單單的維持功能性的需要（例如旋律部份只由小提琴、高音木管樂器一類為主，銅管樂器、低音樂器只能充當和聲伴奏角色），不同樂器可以就着它們本身的音色在樂曲中得以發揮，從而營造出多層次的效果，也預視了日後浪漫時期音樂作品的風格和氣氛的多樣性。

### 配器
相比第6號交響曲的編制，第8號首次加入了長號，並確立了運用3支長號於中音區和低音區作支援。
| - 木管樂器 - 長笛：2 - 雙簧管：2 - A調單簧管：2 - 低音管：2 | - 銅管樂器 - 圓號：2 - 小號：2 - 長號：3 | - 定音鼓 | - 弦樂器 |

依照工具書《管弦樂作品手冊》指示，上述之配器可簡記為"2 2 2 2—2 2 3 0—tmp—str"。

### 結構
這首作品的特別之處是：在該時期稱為「交響曲」的作品，通常都會有四個樂章（個別作品或只有三個或五個樂章，但不是主流），而這首交響曲中，只有首兩個樂章是完成了配器，第三樂章則只有開頭部份有完整配器，餘下的都是草稿部份，第四樂章是否存在，多年內都存在着很大的爭議。

## 評價
爱德华·汉斯力克評論此曲第一樂章：「在快板樂章裡作引子的幾個小節奏完之後，單簧管和雙簧管在小提琴輕柔絮語的伴奏下，唱出那支甜美的歌。每個孩子都知道它的作曲者是誰，音樂廳裡響徹小聲的驚呼：『舒伯特！』他還沒有露面，但大家都熟悉他的腳步聲和他打開門的方式。現在，在那段如歌的小調旋律的鋪陳下，大提琴奏出對比性的G大調主題，這是一個迷人的抒情歌曲般的樂章，幾乎具有鄉村家庭的氣息。當它在大廳裡響起時，每個人都情不自禁地在內心發出喜悅的尖叫。我們感覺到，在久違了之後，他現在就站在我們中間。整個第一樂章都是一條最甜美的旋律之河；才華的力量使之變得水晶般澄澈，致使人們能看清水底最小的鵝卵石。一切都是那麼溫暖和明亮，你幾乎能聽見樹葉在金色的陽光下窸窣作響。」

## 音樂應用
- 第一樂章曾用於2002年的電影，史蒂芬·史匹柏執導的關鍵報告，主演湯姆·克魯斯和柯林·法洛。[6]

## 外部連結
- 舒伯特第8號交響曲：国际乐谱典藏计划上的乐谱